# Jacob Une
Jacob Hugo Une, precedentemente noto con il cognome Une Larsson fino al termine della stagione 2024 (Stoccolma, 8 aprile 1994), è un calciatore svedese, difensore del Djurgården.

## Carriera
La prima parte della sua carriera, sia a livello giovanile che professionistica, si è sviluppata con i colori rossoneri del Brommapojkarna. L'esordio in prima squadra è avvenuto il 22 ottobre 2011, in Brommapojkarna-Ljungskile (3-1), nell'ultima giornata del campionato di Superettan 2011. Nel corso della stagione successiva, conclusa con la promozione in Allsvenskan, ha collezionato 8 presenze di cui 7 da titolare.
Nell'Allsvenskan 2013 è partito dal primo minuto in 29 partite su 30, conquistando stabilmente il suo spazio al centro della difesa. A soli 20 anni ha ereditato la fascia di capitano da Pontus Segerström, deceduto di lì a poco a causa di un tumore, inoltre ha potuto collezionare cinque presenze in Europa League grazie al UEFA Fair Play ranking che qualificò il Brommapojkarna alle coppe europee.
Nel luglio del 2015, a metà campionato, gli stoccolmesi del Djurgården hanno annunciato l'ingaggio di Une Larsson, il quale è stato comunque lasciato al Brommapojkarna fino alla fine dell'anno. Nel gennaio del 2016 il giocatore si è così unito al nuovo club, dove ha iniziato ad essere schierato con regolarità nella seconda parte della stagione. Già l'anno seguente, per esempio, è partito titolare in 29 partite sulle 30 previste dal calendario dell'Allsvenskan 2017, saltando solo un incontro per somma di ammonizioni. Nel 2019 ha contribuito alla conquista del titolo nazionale.
Une Larsson ha continuato ad essere un difensore del Djurgården fino al gennaio del 2022, quando ha iniziato la sua prima parentesi all'estero con il prestito ai greci del Panaitōlikos valido per il successivo anno e mezzo. Al termine di questo periodo, il club ellenico ha deciso di non avvalersi dell'opzione di acquisto prevista dall'accordo, pertanto Une Larsson ha fatto ritorno in Svezia, pur dichiarando alla dirigenza del Djurgården il suo gradimento nell'iniziare una nuova parentesi all'estero.

## Palmarès

### Club

#### Competizioni nazionali
- Campionato svedese: 1

Djurgården: 2019
- Coppa di Svezia: 1

Djurgården: 2017-2018